# Шарафьян, Мадлен
Мадлен «Мэдди» Шарафьян (англ. Madeline 'Maddie' Sharafian; род. 1 февраля 1993, Аламида, Калифорния) — американский художник-аниматор и режиссёр мультипликации армянского происхождения. Номинант на «Оскар» за лучший короткометражный анимационный фильм. Двукратный номинант на премию «Энни».
Мадлен училась в CalArts три года. Была художником по раскадровке в команде создателей мультсериала «Вся правда о медведях». В настоящее время она работает с Pixar. Известность Мэдди принёс короткометражный мультфильма «Омлет» о собаке, пытающейся поднять настроение своему хозяину с помощью готовки. В 2020 году вышел её новый проект «Нора», получивший крайне положительные отзывы критики. Его премьера состоялась вместе с «Душой» 25 декабря на Disney+.
В свободное время Шарафьян предпочитает изучать поваренные книги и книги по искусству.